# Рашидпур (газове родовище)
Рашидпур (газове родовище) — газове родовище на північному сході Бангладеш.

## Характеристика
Родовище відноситься до північно-східного завершення Бенгальського нафтогазоносного басейну, відомого також як басейн Сурма (останній пов'язаний із западиною Сурма, товщина осадкових порід у якій досягає 20 км). Поклади вуглеводнів відносяться до групи формацій Сурма, котра сформувалась у міоцені — пліоцені в умовах чередування дельти із домінуючими припливами та мілководного моря. На Рашидпурі виявлено дві продуктивні зони, які залягають на глибинах від 1387 до 2706 метрів.
Газ родовища містить в основному метан (98,5 %), а також етан (0,8 %), пропан та бутани (0,2 %). Невуглеводневі компоненти (азот, двоокис вуглецю) становлять лише 0,4 %.
Родовище відкрили у 1960 році, проте видобуток тут почався лише у 1993-му. Станом на 2019 рік на Рашидпурі пробурили 11 свердловин, 5 з яких знаходились у експлуатації. При цьому видобувні запаси (категорії 2Р — доведені та ймовірні) оцінювались у 69 млрд м3, з яких 18 млрд м3 вже були вилучені. Середньодобовий видобуток у 2019-му становив 1,34 млн м3 газу та 47 барелів конденсату.
Видача підготованого газу відбувається через газотранспортний коридор Кайлаштіла – Ашугандж.